# Blood on the Sun
Blood on the Sun (bra: Sangue sobre o Sol) é um filme norte-americano de 1945, do gênero drama, dirigido por Frank Lloyd e estrelado por James Cagney e Sylvia Sidney.

## Sinopse
Nick Condon é o editor de um jornal americano na Tóquio pré-Segunda Guerra Mundial. Quando dois de seus melhores amigos são mortos, ele suspeita que o "pacífico" governo japonês não é tão pacífico assim... Nick, então, tenta conseguir o documento onde estão explicitados os planos japoneses para a conquista do mundo. Com isso, ele se torna o alvo de uma polícia corrupta e é traído por um colega jornalista. Felizmente, Iris Hilliard, misteriosa jovem com sangue chinês, dispõe-se a ajudá-lo a frustrar os propósitos do Alto Comando Japonês.

## Premiações
| Patrocinador                                  | Prêmio | Categoria                               | Situação |
| --------------------------------------------- | ------ | --------------------------------------- | -------- |
| Academia de Artes e Ciências Cinematográficas | Oscar  | Melhor Direção de Arte (preto e branco) | Vencedor |

## Elenco
| Ator/Atriz       | Personagem                      |
| ---------------- | ------------------------------- |
| James Cagney     | Nick Condon                     |
| Sylvia Sidney    | Iris Hilliard                   |
| Porter Hall      | Arthur Bickett                  |
| John Emery       | Primeiro-Ministro Giichi Tanaka |
| Robert Armstrong | Coronel Hideki Tojo             |
| Wallace Ford     | Ollie Miller                    |
| Rosemary DeCamp  | Edith Miller                    |
| John Halloran    | Capitão Oshima                  |
| Leonard Strong   | Hijikata                        |
| James Bell       | Charley Sprague                 |
| Marvin Miller    | Yamada                          |
| Rhys Williams    | Joseph Cassell                  |
| Frank Puglia     | Príncipe Tatsugi                |

## Produção

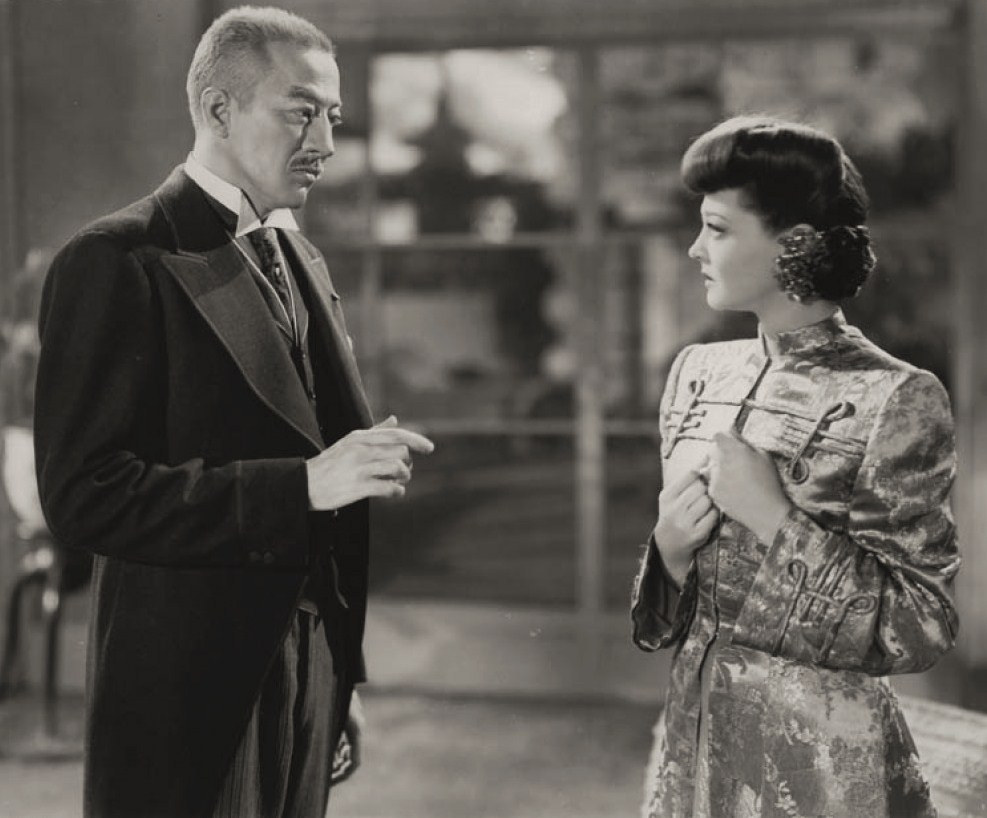
John Emery e Sylvia Sidney em cena do filme.

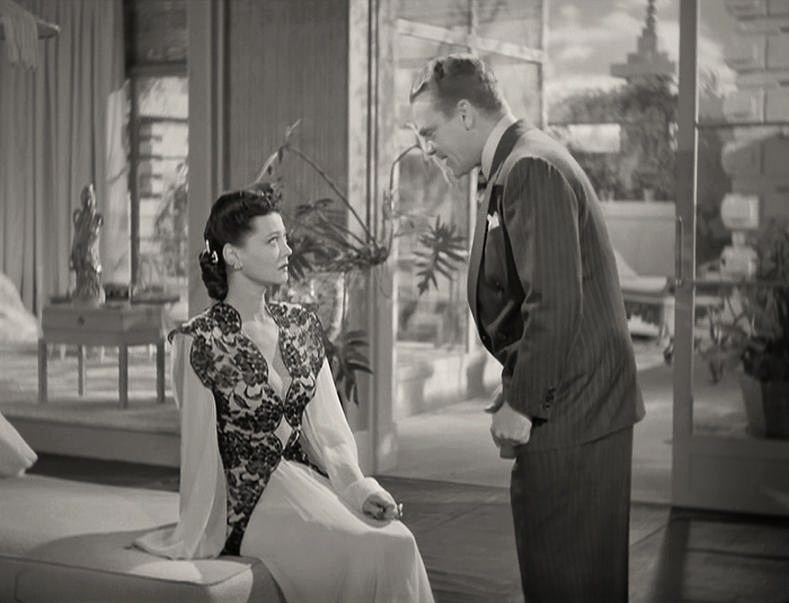
Sylvia Sidney e James Cagney em cena do filme.

Neste primeiro filme de James Cagney em dois anos, os produtores satisfizeram, com grande sucesso, a necessidade do público de odiar os japoneses (na época, em guerra com os Estados Unidos.
Entretanto, como era praxe, todos os nipônicos foram interpretados por chineses, coreanos e caucasianos. Por exemplo, Robert Armstrong encarna o Coronel Tojo, enquanto John Emery vive o Primeiro-Ministro Tanaka. Já a coestrela Sylvia Sidney interpreta uma agente eurasiana.